# SMS Saida (1878)
Pour les autres navires du même nom, voir SMS Saida.
Le SMS Saida était une frégate à voile et à vapeur de la k.u.k. Kriegsmarine (Marine austro-hongroise) en service entre 1879 et 1906.

## Histoire
La construction de la frégate en bois SMS Saida, basée sur le projet de l'ingénieur Josef Romako, a été commandée à l'arsenal de Pola, et l'unité a été posée en mai 1876, lancée le 2 juin 1878, achevée le 2 octobre 1879 et est entrée en service effectif dans la K.u.k.. Kriegsmarine le 9 du même mois.

## Description technique
Le SMS Saida était une frégate de construction mixte, avec des armatures en fer et des bordages en acier et en bois, qui déplaçait 2 499,6 tonnes, mesurait 72,68 m de long, 13,14 m de large et avait un tirant d'eau de 6,42 m. 
L'appareil de propulsion était basé sur une machine à vapeur STT Trieste horizontal à 2 cylindres et 5 chaudières délivrant une puissance maximale de 1 800 chevaux-vapeur. Il déplaçait une hélice bipale Griffith de 5,33 m de diamètre. La voilure, répartie sur trois mâts, atteignait 2 187,42 m² de surface de voile La vitesse maximale atteignable était de 13 nœuds (24 km/h), à 77 tr/min. L'armement était basé sur 11 pièces uniques de 150 mm Uchatius en batterie sur le pont, et 1 canon de 70 mm.

## Déploiement opérationnel
Une semaine après son entrée en service, le 15 octobre 1879, en tant que navire-école d'aspirants, il appareille de Pola sous le commandement du capitaine de vaisseau Johann Pelzel pour effectuer une croisière d'entraînement au Brésil, arrivant à Bahia le 17 décembre. En raison d'une épidémie de fièvre jaune, le navire ne peut pas toucher Rio de Janeiro, et arrive en Martinique en mars 1870, à Kingston, en Jamaïque, en avril, puis fait escale à New York entre le 3 et le 25 juin. En 1882, à l'occasion de l'ouverture de l'exposition austro-hongroise à Trieste, le Saida accueille à son bord l'archiduc Charles Ludwig et effectue de petites missions dans la mer Adriatique jusqu'à la fin de l'exposition. Le 18 septembre 1882, il reçoit la visite de l'empereur François-Joseph Ier.
Le 2 octobre 1884, il navigue à nouveau de Pola vers le Brésil, atteignant Gibraltar le 20 du même mois. Un mois plus tard, il quitte Gibraltar pour Bahia, au Brésil, d'où il se rend en Australie. Après avoir traversé le détroit de Magellan en mars 1885, il arrive à Melbourne, puis atteint Sydney, et enfin Auckland, en Nouvelle-Zélande, le 30 mai. Le voyage se poursuit vers Fidji et d'autres îles de l'archipel sud de l'Australie. Batavia est atteint le 4 août, Singapour le 30 du même mois et Sarawak le 25 septembre. Lors de son voyage de retour, le Saida atteint Colombo le 6 décembre, Aden le 3 janvier 1886 et revient à Pola le 6 février suivant, après avoir parcouru 34 478 milles nautiques (63 800 km) en 284 jours. Lorsqu'il est entré sur le chantier pour le travail de doublage, le moteur et les chaudières ont été changés.
Après avoir repris la mer, le 30 septembre 1886, le Saida, sous le commandement du capitaine de vaisseau Hermann Heinz, embarque ses officiers stagiaires et retourne au Brésil d'où il part pour l'Afrique orientale afin de faire le tour du continent africain. Pendant l'escale sur l'île de Madère, il est obligé de changer trois fois de point d'ancrage en raison de mauvaises conditions météorologiques. Le 6 janvier, le Saida atteint l'Amérique du Sud à Pernambuco, puis fait escale à Bahia et Rio de Janeiro. La corvette traverse à nouveau l'océan Atlantique et arrive à Durban, Natal, le 3 mai. Le 14 juillet, il atteint le Mozambique, le 29 septembre les Comores, le 5 août Zanzibar et le 9 septembre Aden. Lors du voyage de retour, le 20 octobre, il arrive à Corfou où il retrouve l'impératrice Elisabeth qui inspecte le navire. Il est ensuite revenu à Pola le 28 octobre après avoir parcouru 23 563 milles nautiques (43 638 km).
En septembre 1888, le Saida est équipé pour un nouveau voyage d'entraînement et, sous les ordres du capitaine de frégate Alois von Bekker, il fait route vers New York, aux États-Unis. Une fois en mer, des escales sont faites à l'île de Tenerife et aux îles de la Barbade, l'île de la Guadeloupe est atteinte le 19 décembre 1888, puis Saint-Domingue, Cuba, Port Royal et Kingston. En naviguant à nouveau, le canal de Panama est atteint et la Nouvelle-Orléans est atteinte le 24 mars 1899, Key West, Floride, le 24 avril, Annapolis le 2 juin, New York le 18 juillet et Boston le 29 du même mois. C'est là que le capitaine et une partie de l'équipage sont reçus par le président des États-Unis d'Amérique, Benjamin Harrison. Après avoir traversé à nouveau l'océan Atlantique, le Saida atteint Lisbonne en octobre, puis Cadix, Tanger, Carthagène et Palerme, pour revenir à Trieste le 20 décembre. C'est là, dans la baie de Muggia, que le navire reçoit la visite de l'empereur François-Joseph Ier et de l'archiduc François-Salvatore.
Le 5 septembre 1890, le Saida, sous le commandement du capitaine de frégate Josef Wachtel von Elbenbruc, reprend la mer pour faire le tour du monde. Le 6 février 1891, il entre dans le port d'Albany, en Australie, puis rejoint les ports d'Adélaïde, Portland, Melbourne et Sydney et arrive en Nouvelle-Zélande le 22 mars. Le détroit de Magellan est traversé le 16 juin, et le lendemain, la frégate atteint Punta Arenas, au Chili. Arrivé à Buenos Aires, le navire y reste un mois, et retourne en Europe fin novembre, en arrivant dans le port de Tanger, pour finalement atteindre Pola le 16 janvier 1892 après avoir parcouru 37 112 milles nautiques (68 700 km).
Le 25 août 1892, le Saida, sous le commandement du capitaine de frégate Moriz SachsFrancesco Ferdinando d'Austria-Este, part pour un nouveau voyage d'entraînement avec des cadets à bord, effectuant des recherches scientifiques et des enregistrements photographiques en Inde, en Australie, en Chine et en Mélanésie. Le navire fait escale à Bombay, Calcutta (17 janvier 1893), Singapour (5 février), Bangkok et Batavia. L'Australie est atteinte au début du mois de mai et la corvette longe la côte australienne jusqu'au 31 juillet, date à laquelle elle atteint la Nouvelle-Zélande, suivie de traversées entre les îles de Mélanésie. Le 18 janvier 1894, alors qu'il est déjà en voyage de retour, le navire arrive à Singapour, puis revient à Pola le 21 mai de la même année, après avoir reçu la visite de l'archiduc Albert de Teschen.
Le 5 octobre 1895, sous le commandement du capitaine de frégate Conrad Spiller, le Saida reprend la mer pour faire le tour du monde. Le 5 janvier 1896, après avoir traversé l'océan Atlantique, il atteint le Brésil, près de Bahia, et un mois plus tard, Montevideo, en Uruguay. Traversant le détroit de Magellan, la corvette arrive à Honolulu, Hawaï, le 2 juillet et à Yokohama, Japon, le 22 août. Après avoir atteint Singapour, le Saida est revenu à Pola le 3 avril 1897, après 543 jours de voyage et 33 000 milles nautiques (61 000 km) parcourus. En entrant dans le chantier naval pour effectuer des travaux de doublage, le Saida a reçu la visite de l'archiduc François Ferdinand.
Le 1er octobre 1898, après avoir embarqué les cadets, le Saida appareille de Pola pour une croisière d'entraînement en Asie occidentale sous les ordres du capitaine de frégate Guido Cougard. Après avoir longé les côtes de l'Afrique occidentale, la frégate atteint d'abord l'île de Zanzibar, puis arrive le 3 mai dans le port de Hong Kong, où elle est rejointe par le croiseur protégé Kaiserin Elisabeth. Il est retourné à Pola le 16 octobre après avoir parcouru 25 074 milles nautiques(46 400 km) et visité 24 ports
Durant l'été 1900, le Saida s'est rendu en France, à Marseille, d'où les cadets ont rejoint Paris pour visiter l'Exposition Universelle. Le 7 septembre, le Saida retourne à Trieste pour assister au lancement du cuirassé Habsburg. 
Il sert de navire-école jusqu'en 1905, effectuant quelques croisières d'entraînement en Méditerranée, et le 24 mai 1906, il est placé en réserve et mis en vente. En raison du manque d'intérêt suscité, en 1908, le moteur et les chaudières ont été débarqués et le navire a été converti pour servir de dépôt de munitions et de mines. En 1912, avec le lancement prévu du nouveau croiseur léger Saida, le navire a été rebaptisé SMS Minerva. 
Survivant à la Première Guerre mondiale en 1919, le navire a été affecté au royaume d'Italie et envoyé à la casse l'année suivante,.